# Vent d'Ouest
Pour les articles homonymes, voir vent d'ouest.
Ne doit pas être confondu avec Vents d'Ouest (maison d'édition).
Le Vent d'Ouest est une classe de quillard de sport conçue en 1972 par André Cornu.

## Chantiers de construction
Le Vent d'Ouest a été construit dans plusieurs chantiers de construction :
- Chantier Gouteron : de 1972 à 1976
- Chantier Brémaud : de 1977 à 1978
- Chantier Aubin : de 1978 à ?
- Ateliers et Chantiers de la Manche : de ? à ?
- Fountaine-Pajot : 10 exemplaires
- Chantier Gallois : 37 exemplaires de 1981 à 1992
- La Griffe Marine : 18 exemplaires de 1992 à 1995
- Chantier Philéas : 1 exemplaire en 1995
- Boatique Diffusion : 4 exemplaires de 1997 à 2003
- Neveu : 1 exemplaire en 2001
- Impact Composites : 9 exemplaires de 2002 à ?
- Atelier Composite de la Baie - ACB : à partir de 2010